# Турдиєв Халіл
Халіл Турдиєв (1909, місто Чимкент, тепер Шимкент, Республіка Казахстан — 1971, Ташкент, тепер Республіка Узбекистан) — узбецький радянський партійний діяч. Депутат Верховної Ради СРСР 1—3-го скликань (1941—1954).

## Життєпис
Народився в родині селянина-бідняка. З березня 1920 по липень 1925 наймитував у заможних селян у Чимкенті.
У серпні 1925 — січні 1930 року — учень слюсаря Червоносхідного паровозовагоноремонтного заводу в Ташкенті. У 1926 році вступив до комсомолу. У 1930 році закінчив школу фабрично-заводського учнівства при Червоносхідному паровозовагоноремонтному заводі.
У січні 1930 — грудні 1931 року — інструктор по слюсарній справі, у грудні 1931 — жовтні 1932 року — начальник школи фабрично-заводського навчання при Червоносхідному паровозовагоноремонтному заводі в місті Ташкенті.
Член ВКП(б) з січня 1931 року.
У жовтні 1932 — серпні 1933 року — студент курсів з підготовки аспірантів Ташкентського науково-дослідного промислового інституту при Народному комісаріаті легкої промисловості Узбецької РСР, закінчив перший курс.
У серпні 1933 — лютому 1934 року — голова місцевого комітету школи фабрично-заводського учнівства при Червоносхідному паровозовагоноремонтному заводі в місті Ташкенті. У лютому — жовтні 1934 року — помічник з політичної частнини начальника школи фабрично-заводського учнівства при Червоносхідному паровозовагоноремонтному заводі.
У жовтні 1934 — серпні 1936 року — відповідальний секретар комітету комсомолу Ташкентського паровозоремонтного заводу імені Кагановича.
У серпні 1936 — вересні 1937 року — секретар Ленінського районного комітету КП(б) Узбекистану міста Ташкента. У вересні 1937 — травні 1938 року — в.о. 1-го секретаря Фрунзенського районного комітету КП(б) Узбекистану міста Ташкента.
У травні — серпні 1938 року — завідувач промислового відділу ЦК КП(б) Узбекистану.
У серпні 1938 — лютому 1939 року — 1-й секретар Бухарського обласного комітету КП(б) Узбекистану.
13 червня 1939 — 15 січня 1940 року — 3-й секретар ЦК КП(б) Узбекистану.
У січні 1940 — січні 1942 року — 2-й секретар Ташкентського обласного комітету КП(б) Узбекистану.
У січні 1942 — вересні 1947 року — 1-й секретар Ферганського обласного комітету КП(б) Узбекистану.
У вересні 1947 — травні 1948 року — слухач Вищої партійної школи при ЦК ВКП(б) у Москві.
У травні 1948 — лютому 1949 року — директор радгоспу «Хазарбаг» Денауського району Сурхан-Дар'їнської області Узбецької РСР.
У лютому 1949 — після 1951 року — голова виконавчого комітету Ташкентського обласної ради депутатів трудящих.
Потім — на пенсії в місті Ташкенті. Партійні документи погашені Ташкентським обласним комітетом КП Узбекистану в грудні 1971 року як на померлого.

## Нагороди
- орден Леніна (21.01.1939)
- три ордени Трудового Червоного Прапора (25.12.1944, 1946, 16.01.1950)
- орден Червоної Зірки (1947)
- орден «Знак Пошани» (1945)
- медалі